# شيسون ألين
شيسون ألين (من مواليد 1 يونيو 1989) هو لاعب كرة سلة محترف أمريكي متقاعد، وهو حاليًا مساعد مدرب في الدوري الأميركي للمحترفين G-League ويسكونسن. في الأصل من ناشفيل، تينيسي يقف على إرتفاع 6 أقدام و 4 بوصات (1.93 م) ولعب كحارس نقطة، حارس إطلاق نار.